# Ixora celebica
Ixora celebica là một loài thực vật có hoa trong họ Thiến thảo. Loài này được Ridl. ex Bremek. mô tả khoa học đầu tiên năm 1937.